# Casa de Sanlúcar la Mayor

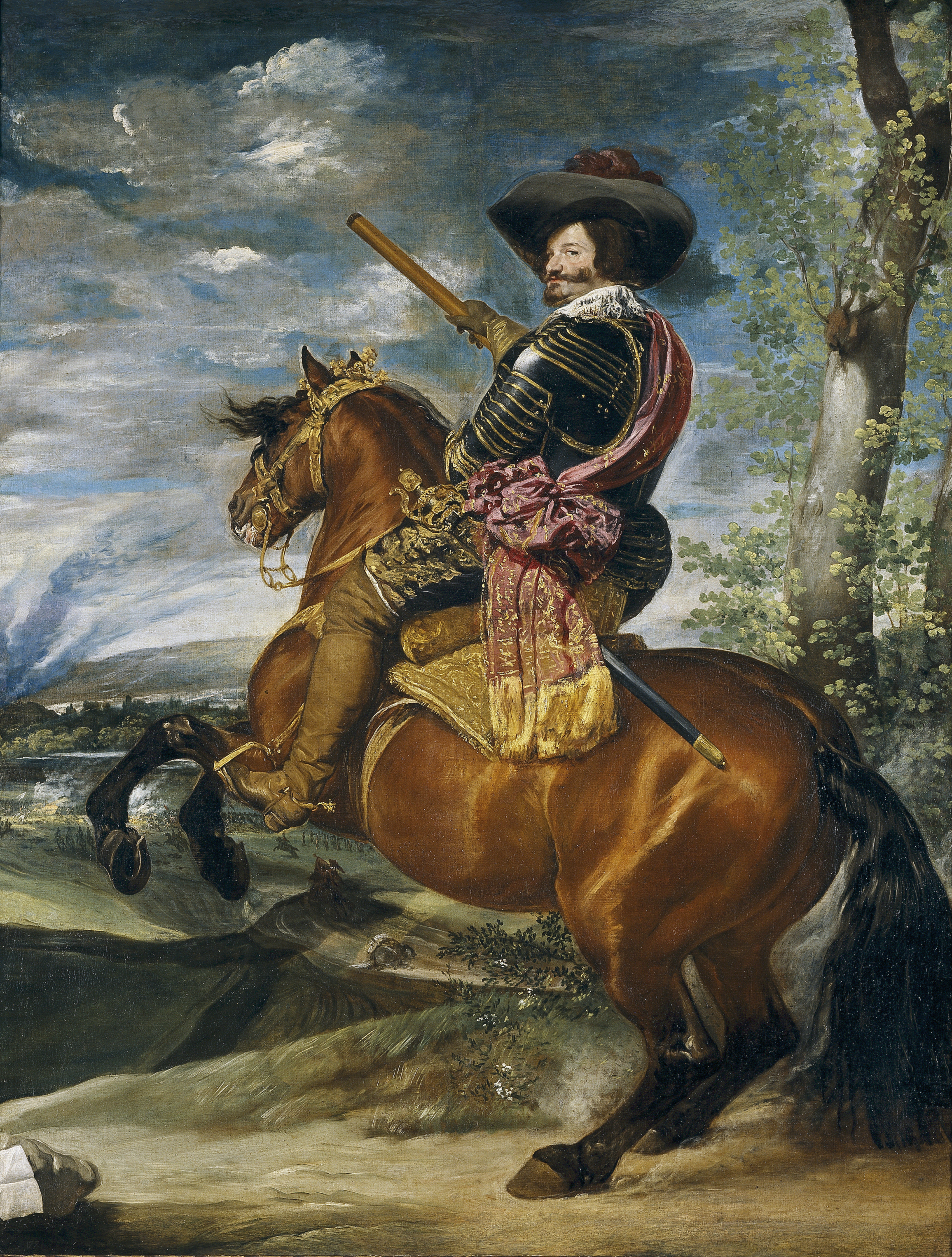
El conde-duque de Olivares, I duque de Sanlúcar la Mayor, retratado por Velázquez.

La casa de Sanlúcar la Mayor es una casa nobiliaria española de originaria de la Corona de Castilla, cuyo nombre procede del ducado de Sanlúcar la Mayor. La casa tiene su origen en una rama secundaria de la casa de Olivares desvinculada de la principal a mediados del siglo XVII, con la muerte del conde-duque de Olivares. Sus señoríos jurisdiccionales eran Sanlúcar la Mayor, Aznalcóllar, Aracena, etc., en el Reino de Sevilla.
A la muerte del conde-duque sus propiedades se dividieron entre su hija legítima y su hijo ilegítimo, recibiendo la primera el mayorazgo de la casa de Olivares mientras que el segundo los señoríos y títulos que el conde-duque obtuvo en vida, con la denominación de casa de Sanlúcar la Mayor, que posteriormente pasaron a los condes de Altamira.

## Otros títulos
- Marquesado de Mairena
- Condado de Arzarcóllar
- Ducado de Medina de las Torres
- Principado de Aracena